# جان مک دونالد (بازیکن فوتبال)
جان مک دونالد (انگلیسی: John McDonald؛ زادهٔ ۱ ژانویهٔ ۱۸۸۶) بازیکن فوتبال، و سرمربی (فوتبال) اهل بریتانیا است.
از باشگاه‌هایی که در آن بازی کرده‌است می‌توان به باشگاه فوتبال لیورپول اشاره کرد. او در اولین فصل خود 34 بازی انجام داد. همچنین 25 و 19 بازی در طول فصل های بعدی حضورش در این باشگاه انجام داد. و در سال 1912 به نیوکاسل یونایتد نقل مکان کرد.